# Турецкий азан
Турецкий азан (тур. Türkçe ezan) — мусульманский призыв на молитву, исполненный на турецком языке, вместо привычного арабского. Азан на турецком языке исполнялся с 1932 по 1950 год, в период, когда исполнение азана на арабском в Турции было запрещено.

## История
В период правления Мустафы Кемаля Ататюрка в Турции происходила политика тюркизации, в том числе религии. В 1924 году в Турции было создано правительственное учреждение Диянет, организация, отвечающее за дела религии.
Первый азан на турецком языке был прочитан 30 января 1932 года в мечети Фатих, а 6 марта 1933 года азан на турецком стал обязательным во всей Турции. В 1941 году, уже после смерти Ататюрка, во время премьер-министра Рефика Сайдама и президентства Исмета Инёню азан на арабском был запрещён, вплоть до уголовной ответственности. Запрет на использование арабского азана был снят 16 июня 1950 году, через неделю после прихода к власти Демократической партии Аднана Мендереса.
Период использования турецкого азана был обусловлен нахождением у власти кемалистской партии, идеологически основанной на принципах кемализма.